# Серски акведукт
Серският акведукт (на гръцки: Βυζαντινό/Οθωμανικό υδραγωγείο Σερρών) е недействащ средновековен - византийски или османски, водопровод в източномакедонския град Сяр (Серес), Гърция. Останките му се намират на улица „Папапавлу“ № 109. Акведуктът е регистриран като защитен паметник през 1962 и 1984 година. Според османиста Хийт Лаури в преброителен дефтер от 1478 година има информация за акведукта. Според Лаури водопроводът е построен за джамията и банята в града от Халил Хайредин паша Чандарлъ. Акведуктът е на две нива и е изграден от камък и тухли.
В 1962 година акведуктът е обявен за защитен паметник на културата.